# Jan van Beveren
Pour les articles homonymes, voir Beveren.
Jan van Beveren né le 5 mars 1948 à Amsterdam, et mort le 26 juin 2011 à Beaumont, est un footballeur néerlandais au poste de gardien de but.
Il a gardé les buts du PSV Eindhoven lors de 292 matches entre 1970 et 1980, remportant notamment la coupe de l'UEFA en 1978 face au Sporting Club de Bastia.

 Il a connu 32 sélections en équipe des Pays-Bas entre 1967 et 1977 mais n'a pas disputé la coupe du monde 1974, le sélectionneur Rinus Michels lui préférant Jan Jongbloed.
Il a terminé sa carrière au début des années 1980 dans le championnat américain (NASL) à Fort Lauderdale et à Dallas.

## Clubs
- FC Emmen (1959-1965)
- Sparta Rotterdam (1965-1970)
- PSV Eindhoven (1970-1980)
- Fort Lauderdale Strikers (1980-1983)
- Dallas Sidekicks (1984-1985)